# Filtre (audio)
 (avril 2021).
Si vous disposez d'ouvrages ou d'articles de référence ou si vous connaissez des sites web de qualité traitant du thème abordé ici, merci de compléter l'article en donnant les références utiles à sa vérifiabilité et en les liant à la section « Notes et références ».
Pour les articles homonymes, voir Filtre.

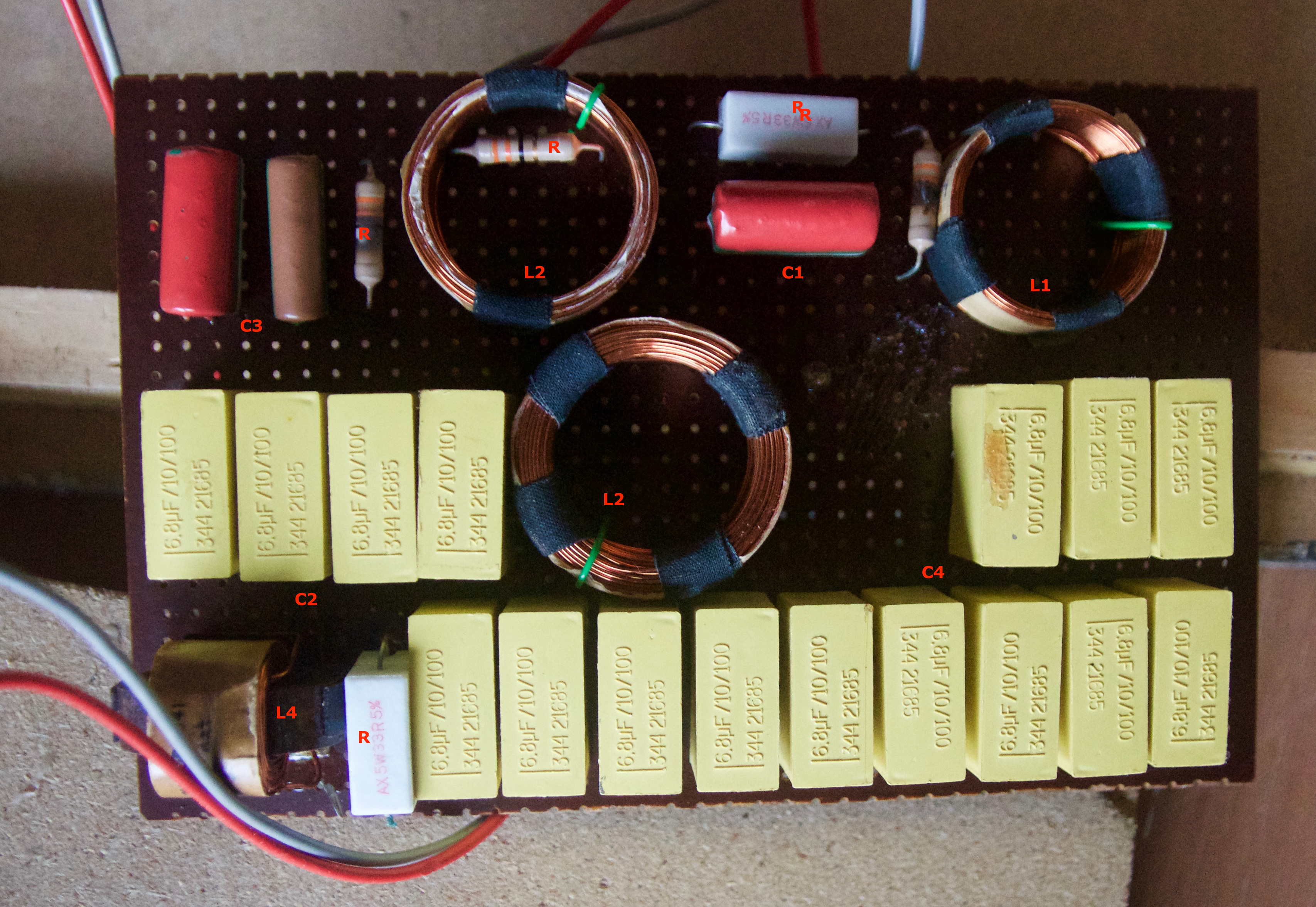
Circuit de filtre de séparation basses-aigües d'enceinte.

En jargon de praticien audio, un filtre est un appareil ou une fonction servant à retirer ou à accentuer ou réduire certaines parties (fréquences) du spectre sonore. Le terme filtre a le même sens qu'en électronique générale, mais on ne considère pas en général son fonctionnement, mais seulement le résultat de son application.
Parmi les filtres audio les plus courants, on retrouve le filtre passe-haut (qui coupe les graves et laisse passer les aigus), le filtre passe-bas (qui coupe les aigus et laisse passer les graves), le filtre passe-bande qui laisse passer seulement une bande de fréquences et le filtre coupe-bande, qui coupe une bande de fréquences précise.

## Types de filtres

### Filtres passe-haut et passe-bas
Un filtre passe-haut atténue les fréquences en dessous d'une fréquence déterminée, appelée fréquence de coupure, et laisse intactes les autres, en proportion, de part et d'autre, de l'éloignement de cette fréquence. Inversement, un filtre passe-bas atténue les fréquences au-dessus de la fréquence de coupure, à proportion de son éloignement de cette fréquence.
Par définition, la fréquence de coupure est celle pour laquelle l'atténuation est de 3 dB.
Les filtres passe-haut atténuent les graves du signal audio, on pourrait aussi bien les appeler coupe-basses, alors que les filtres passe-bas atténuent les aigües, et qu'on pourrait les appeler coupe-aigües.

#### Ordre des filtres
Les filtres rejettent les fréquences au-delà de leur fréquence de coupure, vers les graves pour les filtres passe-haut, vers les aigus pour les filtres passe-bas, à proportion de l'éloignement de cette fréquence limite. On appelle "pente", exprimée en dB/Octave ou en dB/Decade, celle de l'asymptote dans le diagramme de Bode d'un filtre de Butterworth ou de Tchebychev. L'ordre du filtre correspond au nombre de "pôles" de la description mathématique, c'est-à-dire la fonction de transfert. On parle de filtres de premier ordre, de second ordre, etc.
La pente indique sommairement l'action de coupure plus ou moins radicale d'un filtre. Pour les fréquences au-delà de deux octaves de la fréquence de coupure, l'atténuation est de 6 dB/octave multiplié par l'ordre.
Un filtre passe-haut du second ordre dont la fréquence de coupure est 120 Hz atténue de 3 dB à 120 Hz et de 24 dB à 30 Hz (2 octaves à 2 fois 6 dB/octave).
La connaissance de leurs courbes de réponse (diagrammes de Bode) donne une description plus détaillée de l'action spectrale des filtres. Quatre grandes catégories de filtres se différencient par leurs différences de linéarité : Butterworth, Chebyshev 1 et 2, et Elliptique.

#### Commutateursroll-off
Les préamplificateurs de micros et les tranches d'entrée de consoles de mixage ont souvent un commutateur roll-off de coupure des basses en dessous d'une certaine fréquence correspondant à des sons graves (par exemple, 80 Hz ≈ mi2). Ces commutateurs correspondent à un filtre passif passe-haut d'ordre 2 le plus souvent, situé avant le premier étage d'amplification. Ils évitent que des vibrations basses, de forte amplitude mais pas ou peu audibles, viennent fausser la lecture des instruments de mesure du niveau, et, dans les cas graves, saturer le premier amplificateur. Si cela arrive, en effet, l'écrêtage crée des harmoniques que l'on ne peut plus filtrer, parce qu'elles se répartissent dans une large portion du spectre.

### Filtres en plateau
Un filtre à réponse en plateau a un gain en dessous d'une certaine fréquence, un autre au-dessus d'une fréquence supérieure, avec une zone de transition entre les deux. La pente maximale de cette transition dépend de l'ordre du filtre, comme pour les passe-haut et passe-bas.
C'est le type de filtre que l'on trouve dans les tranches supérieures et inférieure des égaliseurs graphiques et paramétriques, y compris ceux des tranches de console. Dans ces applications, deux réglages sont présents, fréquence et niveau, ainsi qu'une indication haut ou bas. Pour connaître l'ordre, il faut se référer aux spécifications techniques (rarement au-delà du second ordre). Le réglage niveau indique le gain ou l'atténuation pour les fréquences extrêmes (hautes ou basses selon le filtre) ; le réglage fréquence indique la fréquence de coupure du filtre en plateau, côté extrême.
Un filtre d'aigües du second ordre sur une tranche de console de mixage est réglé avec fréquence 8 kHz et niveau −12 dB. Les fréquences les plus aigües (20 kHz sont atténuées de 12 dB. À 8 kHz, la fréquence de coupure supérieure, la zone de transition s'engage, l'atténuation est entre 9 et 12 dB. Comme le filtre est du second ordre, la transition de 12 dB par octave, donc en une octave jusqu'à 4 kHz, on arrive à la fréquence de coupure inférieure, où l'atténuation est d'au plus 3 dB. Plus bas, le niveau est (à peu près) maintenu.
La connaissance des diagrammes de Bode facilite la compréhension.

### Filtres passe-bande  et coupe-bande
Un filtre passe-bande présente un gain supérieur pour une certaine bande de fréquences. Un filtre réjecteur, aussi appelé filtre trappe, cloche ou coupe-bande, est le complémentaire du passe-bande. Il atténue une plage de fréquences. Ces filtres sont nécessairement du second ordre ou d'un ordre supérieur.
Passe-bande et coupe-bande forment l'essentiel des égaliseurs audio. Dans les égaliseurs graphiques, on ne règle que l'amplification pour une bande et une largeur de bande définies par l'appareil. Dans les égaliseurs paramétriques, on règle la fréquence, la largeur de bande (Facteur de qualité Q) et le niveau d'atténuation ou d'amplification.

#### Facteur de qualité Q
Le facteur de qualité Q décrit la capacité d'un filtre à sélectionner une fréquence. Il représente le rapport de la largeur de la bande passante à la fréquence centrale.
Soit un filtre de fréquence centrale {\displaystyle f_{c}}, ses fréquences de coupure (définies comme celles ou le niveau diffère de 3 dB de celui de la fréquence centrale) {\displaystyle f_{0}} et {\displaystyle f_{1}},
En techniques audio, on a l'habitude de considérer des bandes passantes relatives Δf/f, pour se conformer à la perception auditive. On exprime la largeur de bande en octaves. Une largeur de bande d'une octave représente une multiplication par deux entre la fréquence de coupure inférieure et la fréquence de coupure supérieure. La fréquence centrale se trouve donc à √2 fois la fréquence inférieure et la fréquence supérieure à √2 fois la fréquence centrale. Un filtre passe-bande ou coupe-bande d'une largeur d'une octave a un facteur de qualité Q de √2, à peu près 1,4. D'une façon générale,
| Q                          | 0,4 | 0,5   | 0,7 | 0,9   | 1   | 1,4 | 2,1 | 4,3  | 8,7  | 17   |
| -------------------------- | --- | ----- | --- | ----- | --- | --- | --- | ---- | ---- | ---- |
| {\displaystyle {BP}_{rel}} | 8,1 | 5,8   | 3,8 | 2,9   | 2,6 | 2   | 1,6 | 1,26 | 1,12 | 1,06 |
| octaves                    | 3   | 2 1/2 | 2   | 1 1/2 | 4/3 | 1   | 2/3 | 1/2  | 1/3√ | 1/6  |
| tons                       | 18  | 15    | 12  | 9     | 8   | 6   | 4   | 3    | 2    | 1    |

où {\displaystyle {BP}_{rel}} représente la bande passante relative {\displaystyle f_{1}/f_{0}=2^{octaves}}.
Du point de vue de la réponse impulsionnelle, le facteur de qualité Q exprime l'amortissement de la réponse. Plus Q est élevé, plus la sortie aura d'oscillations après l'impulsion sur l'entrée.